# Parque paisajístico

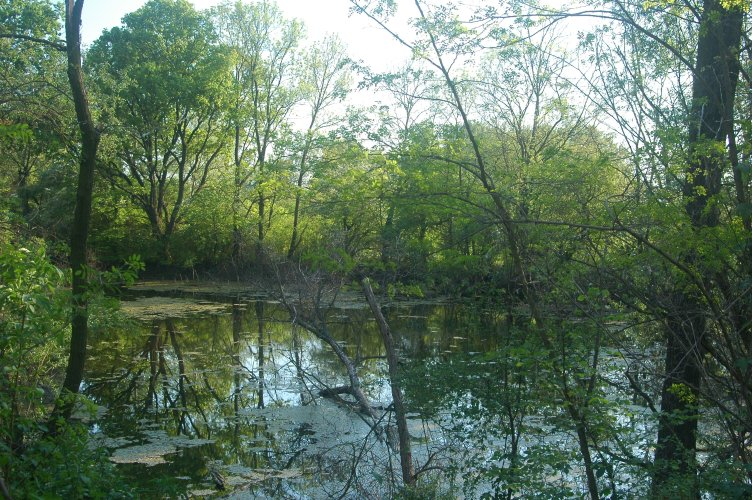
Humedales a lo largo del río Morava en el Área Paisajística Protegida de Záhorie (Eslovaquia).

Un parque paisajístico es un tipo de área protegida en la República Checa, Polonia, Eslovaquia, Ucrania, Hungría y Eslovenia. Su estatus es inferior al de un parque nacional y tiene restricciones menos estrictas en cuanto a su desarrollo y sus usos económicos. Por lo general, los parques paisajísticos están clasificados como de categoría V por la Unión Internacional para la Conservación de la Naturaleza (UICN).

## Parques paisajísticos por país

### República Checa

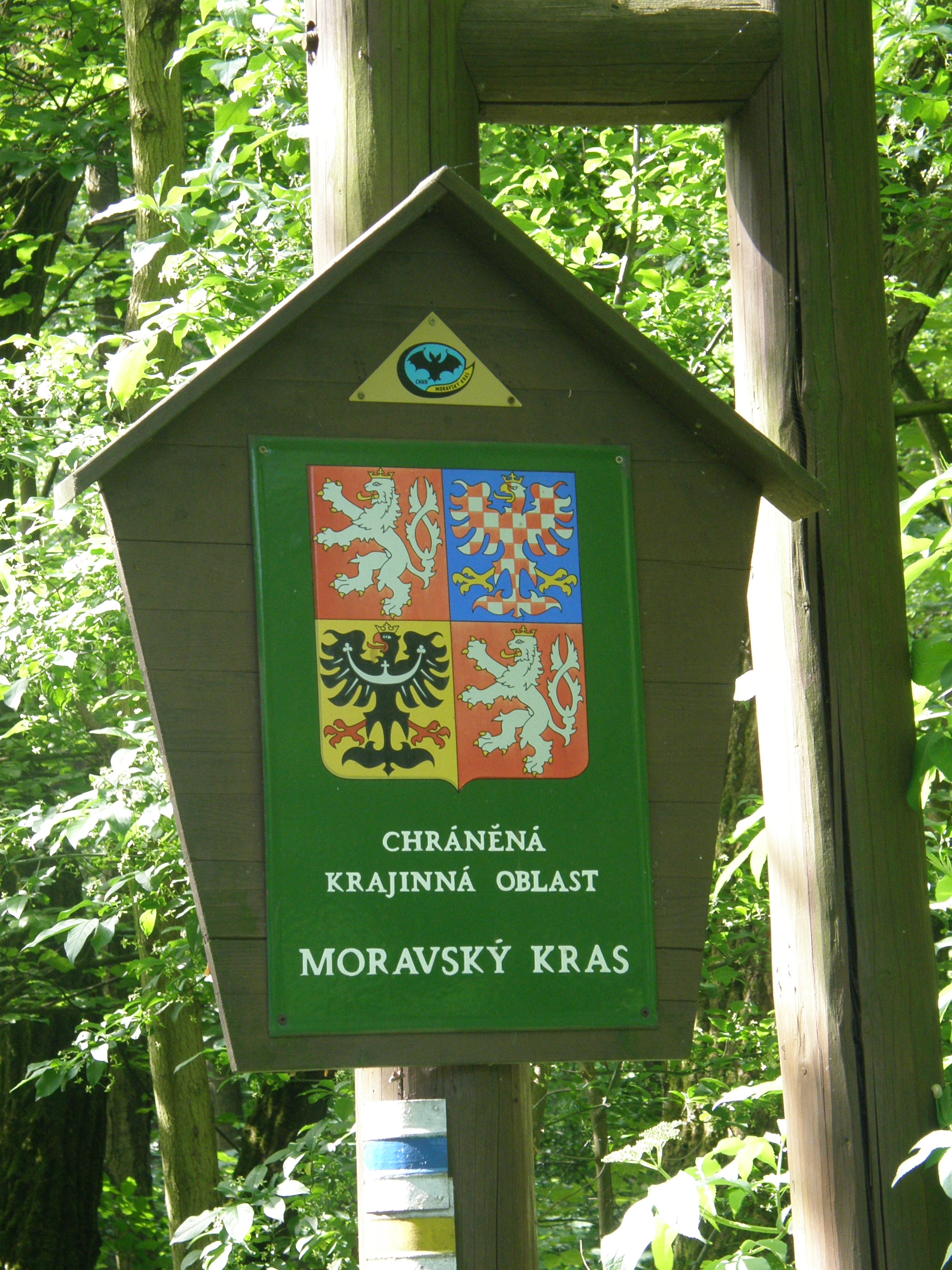
Señal en el Parque Paisajístico Protegido del Karst de Moravia (República Checa).

Un área paisajística protegida (en checo: chráněná krajinná oblast, abreviada CHKO) es una zona extensa de paisaje armónico con un relieve típico y una considerable proporción de bosques naturales y ecosistemas herbáceos permanentes. Puede incluir también construcciones humanas, tales como cabañas de troncos.
En 2007, había 25 áreas paisajísticas protegidas en la República Checa, con un área total de aproximadamente 10 500 km².

### Polonia

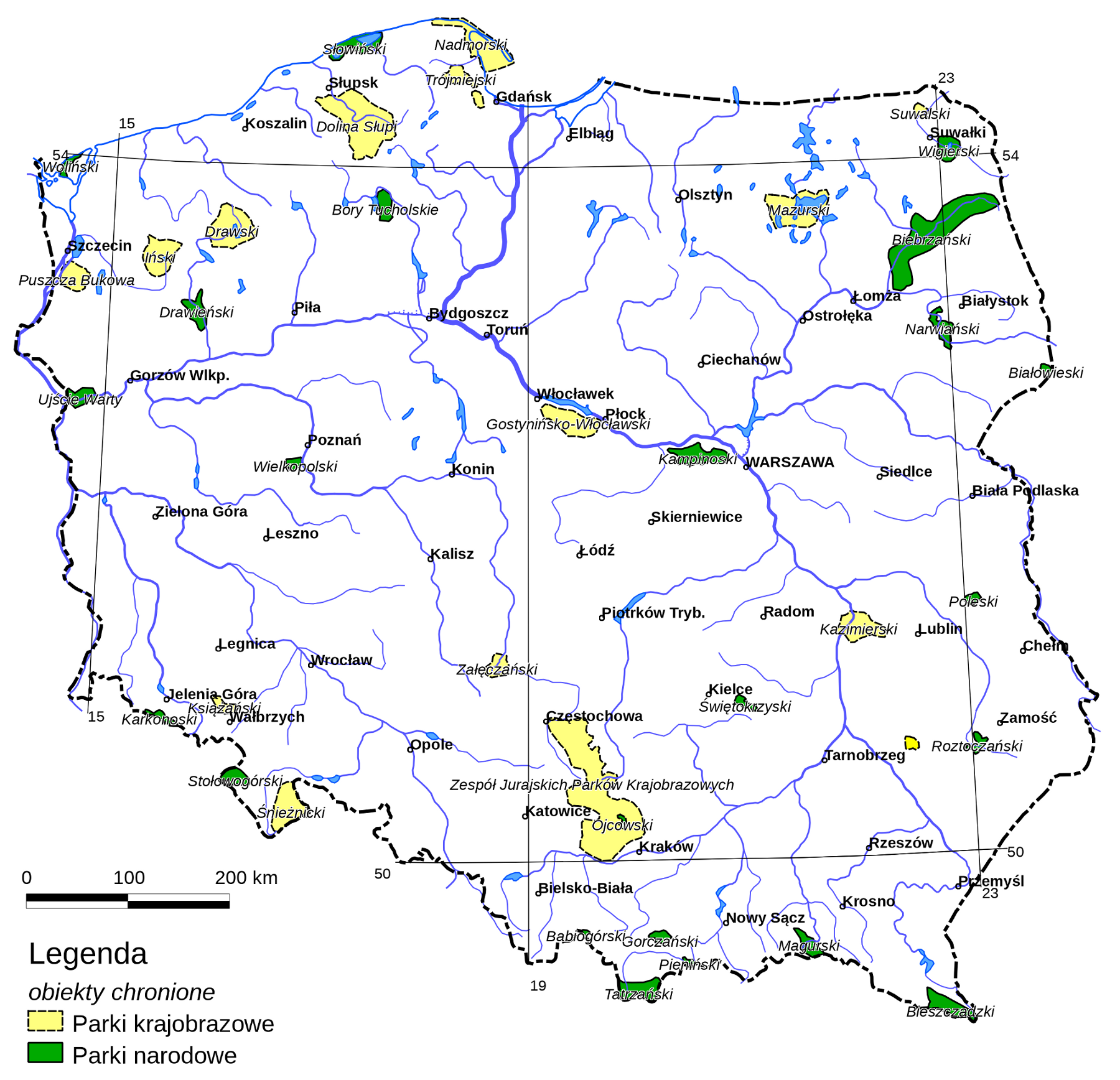
Mapa de Polonia, con los parques nacionales marcados en verde y los parques paisajísticos en amarillo.

Según el artículo 16 de la Ley de Protección de la Naturaleza (Ustawa o ochronie przyrody) de 2004, un parque paisajístico se define como «un área protegida por sus valores naturales, históricos y culturales y sus cualidades paisajísticas con el propósito de conservar y popularizar estos valores en condiciones de desarrollo sostenible».
Las decisiones sobre la creación de un parque paisajístico, su liquidación o la modificación de sus límites se toman por resolución de la asamblea provincial (sejmik de voivodato). La decisión de crear un parque paisajístico debe estar precedida por la consulta a la asamblea de cualquier municipio (gmina) relevante y con el director Regional de Protección de la Naturaleza. Puede designarse asimismo una zona colchón (otulina) alrededor del área del parque propiamente dicho.
El 9 de mayo de 2009, había 122 parques paisajísticos a lo largo de Polonia, con una extensión total de 26 100 km².

### Eslovaquia

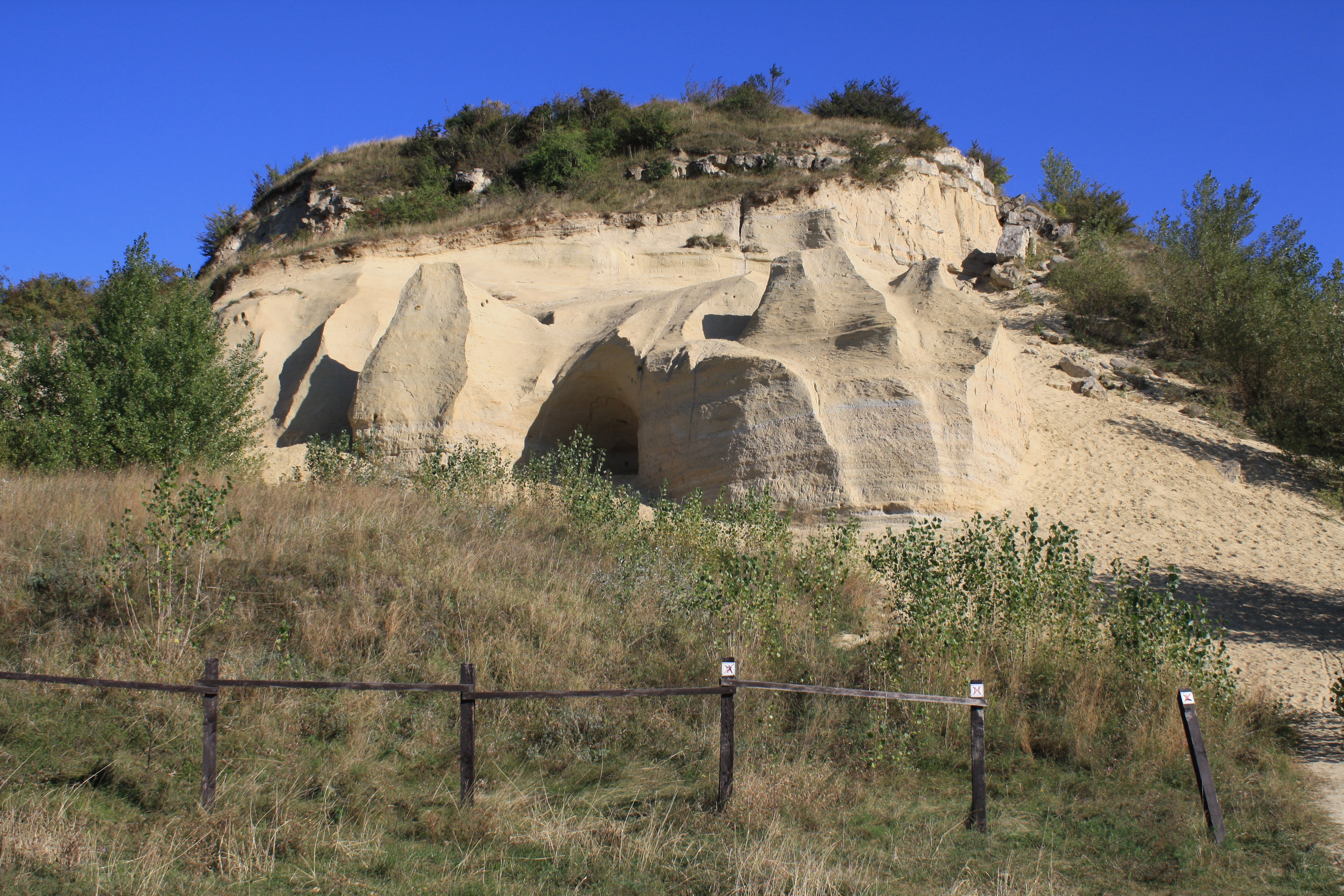
Sandberg cercano a Bratislava en el Área Paisajística Protegida de los Pequeños Cárpatos, en Eslovaquia.

En Eslovaquia, un área paisajística protegida (chránená krajinná oblasť, abreviada CHKO) es un área extensa, generalmente de más de 1000 hectáreas, con ecosistemas fragmentados que son significativos para la conservación de la diversidad biológica y la estabilidad ecológica, con características naturales típicas o con formas específicas de asentamientos históricos. Esto representa un segundo nivel de protección, con un estatus inferior al de los parques nacionales.
Las áreas paisajísticas protegidas cuentan con senderos que se pueden utilizar para pasear o hacer senderismo. Los senderos educativos están rodeados por numerosas señales con información sobre el CHKO y la naturaleza.
En 2013, había 14 áreas paisajísticas protegidas en Eslovaquia. Su área total era de 610 869 ha, o un 12,46% de la superficie total de la República Eslovaca.

### Ucrania

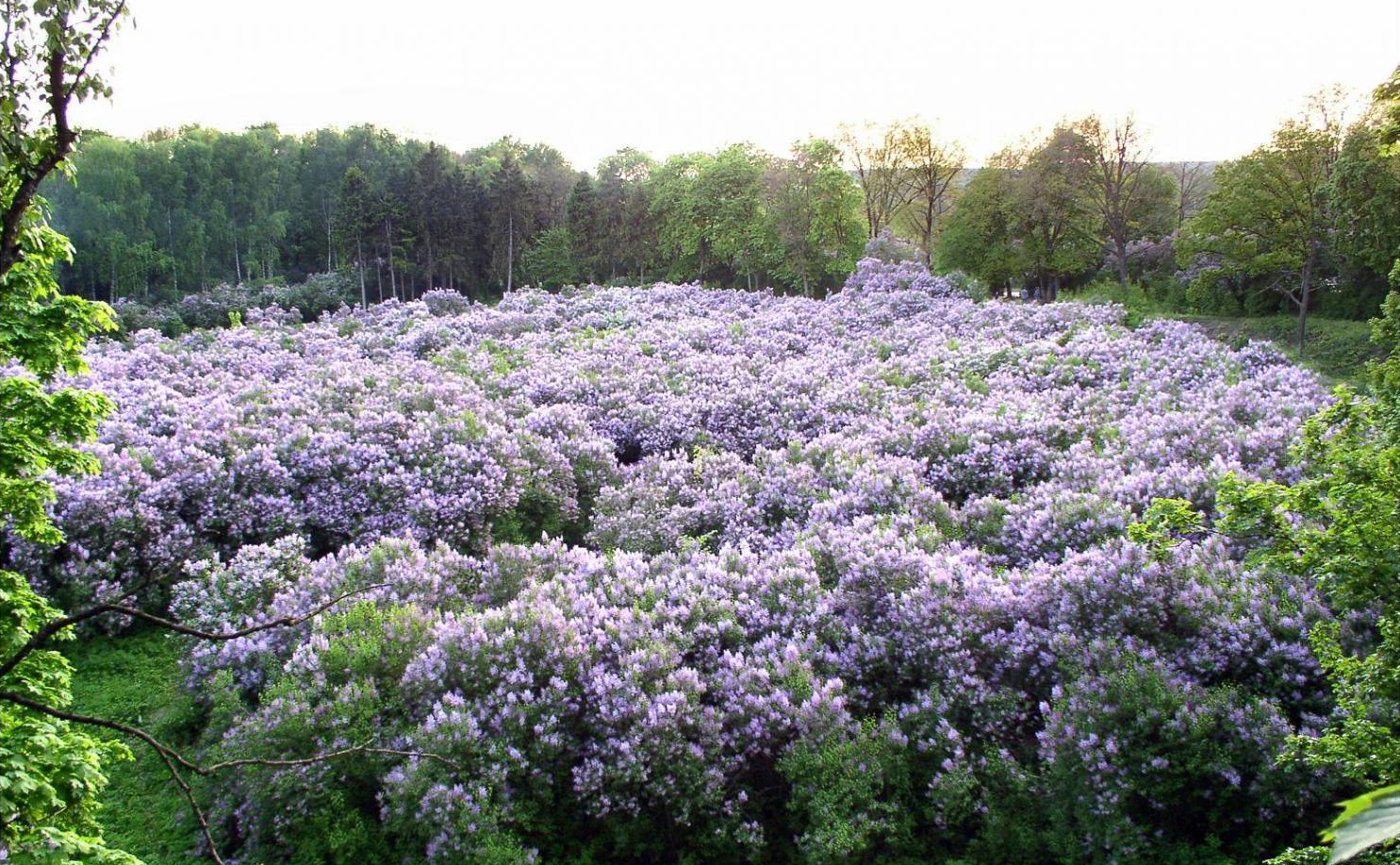
Huerta de lilas plantadas a comienzos del en una antigua finca del príncipe Víktor Kochubéi, actualmente parte del Parque Paisajístico Regional de Dikanka

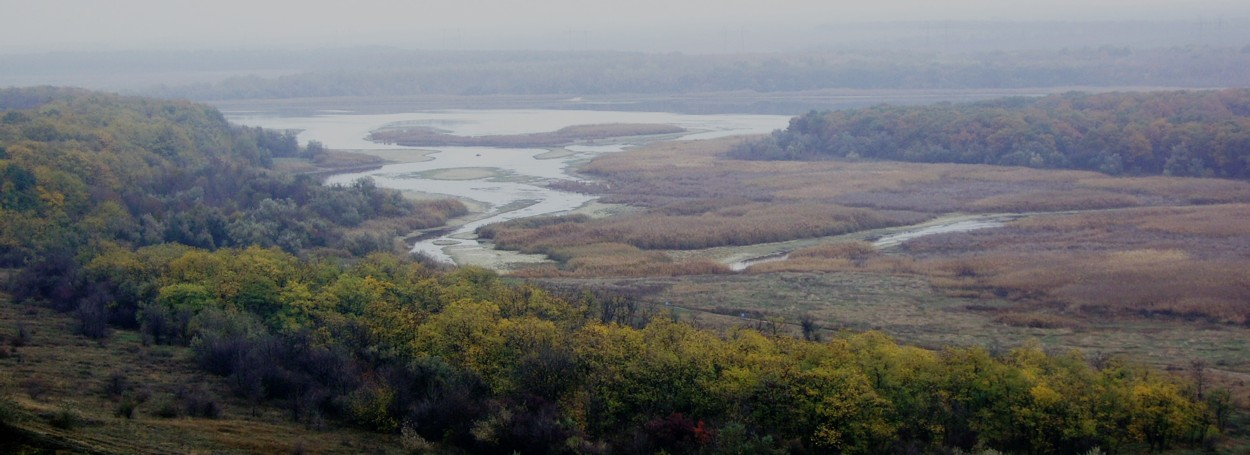
Cuenca fluvial en el Parque Paisajístico Regional de Kleban-Byk.

En Ucrania, un parque paisajístico regional es una institución recreativa y de protección medioambiental de ámbito local o regional creada con los siguientes objetivos:
- conservar en su estado natural complejos y objetos naturales típicos o únicos;
- proporcionar las condiciones necesarias para la realización de actividades turísticas y recreativas y otras actividades al aire libre compatibles con el régimen de protección de estos complejos y objetos naturales conservados.

La organización de un parque paisajístico puede suponer, o no, la expropiación de parcelas, agua y otros objetos naturales de sus propietarios o usuarios. En caso de que esta retirada sea necesaria para los fines del parque, se lleva a cabo de acuerdo con la legislación de Ucrania.
En 2016, había 54 parques paisajísticos regionales en Ucrania.